# Molophilus (Molophilus) bischofi
Molophilus (Molophilus) bischofi is een tweevleugelige uit de familie steltmuggen (Limoniidae). De soort komt voor in het Palearctisch gebied.